# Väster-Svartsjön
Väster-Svartsjön är en sjö i Bräcke kommun i Jämtland och ingår i Ljungans huvudavrinningsområde. Sjön har en area på 0,232 kvadratkilometer och ligger 432,1 meter över havet.

## Delavrinningsområde
Väster-Svartsjön ingår i det delavrinningsområde (698423-149971) som SMHI kallar för Inloppet i Gastsjön. Medelhöjden är 397 meter över havet och ytan är 12,91 kvadratkilometer. Det finns ett avrinningsområde uppströms, och räknas det in blir den ackumulerade arean 28,89 kvadratkilometer. Ansjöån som avvattnar avrinningsområdet har biflödesordning 4, vilket innebär att vattnet flödar genom totalt 4 vattendrag innan det når havet efter 166 kilometer. Avrinningsområdet består mestadels av skog (83 procent). Avrinningsområdet har 0,51 kvadratkilometer vattenytor vilket ger det en sjöprocent på 4 procent.